# Louvan Géliot
Louvan Geliot (? – Dijon, 1641. május 3.), francia heraldikus, a burgundiai parlament (önkormányzat) ügyvédje. A neve előfordul Louuan Geliot, Lovvan Geliot alakban is.
Heraldikai művében a címerelmélettel, a nevezéktannal és a kiegészítő címerrészekkel, a rendjelekkel, a heroldokkal és perszevantokkal foglalkozik. Ezen 1635-ös művét más címen kibővítve újra kiadta Pierre Palliot Dijonban.

## Művei
- Geliot, Louvan: Indice armorial, ou Sommaire explication des mots usitez au blason des armoiries, par Louvan Geliot,… [Texte imprimé]. – Paris : P. Billaine, 1635. – In-fol., pièces limin., 366 p., fig. sur bois, titre gravé avec encadr..
- La Vraye et parfaite science des armoiries. .. de… Louvan Geliot… augmenté par Pierre Palliot [Texte imprimé]. – Paris, 1661. – Fol..
- La vraye et parfaite science des armoiries, ov l'Indice armorial de fev maistre Lovvan Geliot, advocat av Parlement de Bovrgongne : Apprenant, et expliqvant sommairement les mots & figures dont on se sert au blason des armoiries, & l'origine d'icelles / Avgmenté de nombre de termes, et enrichy de grande multitude d'exemples des Armes des familles tant Françoise qu'estrangeres; des Institutions des Ordres, et de leurs Colliers; des marques des Dignités et Charges; des ornemens des Escus; de l'Office des Roys, des Hérauds, et des Poursuiuans d'Armes; et autres curiosités despendantes des Armoiries … Par Pierre Palliot … A Dijon : Chez l'Autheur … ; & A Paris : chez Frederic Leonard …, 1664
- GELIOT, Louvan: La Vraye et parfaite science des armoiries, ou l’indice armorial … augmenté … par Pierre Palliot … Sur l’imprimé à Paris M.DC.LX, réimpression reproduite en fac-simile. [Paris,] 1895.